# اتفاقية الشراكة الاقتصادية بين أستراليا واليابان

القيمة الشهرية (بملايين الدولارات الأسترالية) للبضائع المستوردة إلى أستراليا من اليابان منذ عام 1988

اتفاقية الشراكة الاقتصادية بين أستراليا واليابان هي اتفاقية اقتصادية تم إبرامها بين أستراليا واليابان في نوفمبر 2014 ودخلت حيز التنفيذ في 15 يناير 2015.

## خلفية
بدأت مفاوضات أستراليا للتوصل إلى اتفاقية مع اليابان في ظل حكومة هوارد في عام 2007. في أبريل 2014 ترأس رئيس الوزراء الأسترالي توني أبوت وفدًا تجاريًا إلى اليابان وكوريا الجنوبية والصين. شكلت الاقتصادات الثلاثة أكثر من نصف التجارة الثنائية في أستراليا. على الجانب الياباني استقبل الإمبراطور أكيهيتو أبوت وحصل على العناصر الأساسية لاتفاقية التجارة الحرة مع حكومة شينزو آبي.
تم تأمين عدد من الامتيازات للمصدرين الزراعيين الأستراليين، في حين تم تخفيض الرسوم الجمركية الأسترالية على الإلكترونيات والسلع البيضاء والسيارات. بدأت المفاوضات بشأن الاتفاقية في ظل حكومة هوارد في عام 2007. وقال أبوت: «هذه هي المرة الأولى التي تتفاوض فيها اليابان على اتفاقية شراكة اقتصادية شاملة أو اتفاقية تجارة حرة مع اقتصاد رئيسي، لا سيما اقتصاد كبير به قطاع زراعي قوي». سافر رئيس الوزراء آبي إلى أستراليا في يوليو للتوقيع على اتفاقية الشراكة الاقتصادية بين اليابان وأستراليا، ومخاطبة البرلمان الأسترالي.
قالت وزارة الخارجية الأسترالية: «ستوفر الاتفاقية وصولاً تفضيليًا ثمينًا لصادرات أستراليا وهي إلى حد بعيد اتفاقية التجارة الأكثر تحرراً التي أبرمتها اليابان على الإطلاق. أستراليا واليابان شريكان طبيعيان مع اقتصادات متكاملة للغاية. الاتفاقية ستجلب اقتصاداتنا حتى أن المجتمعات تتقارب وتعزز علاقة قوية لسنوات عديدة قادمة».
بينما تم إلغاء التعريفة المسبقة على واردات السيارات الجديدة من اليابان، تضمنت الاتفاقية رسومًا ثابتة بقيمة 12.000 دولار على واردات السيارات المستعملة من اليابان.

## بعد الاتتفاقية
مع بدء اتفاقية التجارة الحرة اليابانية في عام 2015، لم يعد أصحاب العمل بحاجة إلى تقديم وظائف للسكان المحليين أو إثبات عدم تمكن أي منهم من ملء الوظائف الشاغرة قبل توظيف المواطنين اليابانيين المؤهلين للحصول على 457 تأشيرة.